# Salaise-sur-Sanne
Salaise-sur-Sanne és un municipi francès situat al departament de la Isèra i a la regió d'Alvèrnia-Roine-Alps. L'any 2007 tenia 4.097 habitants.

## Demografia

### Població
El 2007 la població de fet de Salaise-sur-Sanne era de 4.097 persones. Hi havia 1.608 famílies de les quals 404 eren unipersonals (151 homes vivint sols i 253 dones vivint soles), 521 parelles sense fills, 533 parelles amb fills i 150 famílies monoparentals amb fills.
La població ha evolucionat segons el següent gràfic:
Habitants censats

### Habitatges
El 2007 hi havia 1.735 habitatges, 1.625 eren l'habitatge principal de la família, 16 eren segones residències i 94 estaven desocupats. 1.475 eren cases i 256 eren apartaments. Dels 1.625 habitatges principals, 1.144 estaven ocupats pels seus propietaris, 457 estaven llogats i ocupats pels llogaters i 24 estaven cedits a títol gratuït; 6 tenien una cambra, 73 en tenien dues, 265 en tenien tres, 549 en tenien quatre i 732 en tenien cinc o més. 1.366 habitatges disposaven pel capbaix d'una plaça de pàrquing. A 749 habitatges hi havia un automòbil i a 730 n'hi havia dos o més.

### Piràmide de població
La piràmide de població per edats i sexe el 2009 era:
| Homes | Edats   | Dones |
| ----- | ------- | ----- |
| 0     | 95 o +  | 0     |
| 8     | 90 a 94 | 0     |
| 20    | 85 a 89 | 32    |
| 16    | 80 a 84 | 44    |
| 32    | 75 a 79 | 48    |
| 96    | 70 a 74 | 104   |
| 92    | 65 a 69 | 124   |
| 132   | 60 a 64 | 120   |
| 108   | 55 a 59 | 112   |
| 80    | 50 a 54 | 108   |
| 112   | 45 a 49 | 116   |
| 152   | 40 a 44 | 120   |
| 116   | 35 a 39 | 188   |
| 140   | 30 a 34 | 152   |
| 112   | 25 a 29 | 96    |
| 56    | 20 a 24 | 60    |
| 96    | 15 a 19 | 128   |
| 120   | 10 a 14 | 144   |
| 148   | 5 a 9   | 140   |
| 88    | 0 a 4   | 104   |

## Economia
El 2007 la població en edat de treballar era de 2.478 persones, 1.743 eren actives i 735 eren inactives. De les 1.743 persones actives 1.565 estaven ocupades (863 homes i 702 dones) i 177 estaven aturades (62 homes i 115 dones). De les 735 persones inactives 237 estaven jubilades, 213 estaven estudiant i 285 estaven classificades com a «altres inactius».

### Ingressos
El 2009 a Salaise-sur-Sanne hi havia 1.688 unitats fiscals que integraven 4.317,5 persones, la mediana anual d'ingressos fiscals per persona era de 18.127 €.

### Activitats econòmiques
Dels 334 establiments que hi havia el 2007, 7 eren d'empreses extractives, 3 d'empreses alimentàries, 1 d'una empresa de fabricació de material elèctric, 26 d'empreses de fabricació d'altres productes industrials, 59 d'empreses de construcció, 117 d'empreses de comerç i reparació d'automòbils, 17 d'empreses de transport, 9 d'empreses d'hostatgeria i restauració, 1 d'una empresa d'informació i comunicació, 15 d'empreses financeres, 14 d'empreses immobiliàries, 36 d'empreses de serveis, 10 d'entitats de l'administració pública i 19 d'empreses classificades com a «altres activitats de serveis».
Dels 84 establiments de servei als particulars que hi havia el 2009, 1 era una oficina de correu, 2 oficines bancàries, 11 tallers de reparació d'automòbils i de material agrícola, 3 tallers d'inspecció tècnica de vehicles, 1 autoescola, 12 paletes, 7 guixaires pintors, 6 fusteries, 7 lampisteries, 4 electricistes, 5 empreses de construcció, 8 perruqueries, 1 agència de treball temporal, 9 restaurants, 4 agències immobiliàries, 1 tintoreria i 2 salons de bellesa.
Dels 42 establiments comercials que hi havia el 2009, 1 era un hipermercat, 1 un supermercat, 2 grans superfícies de material de bricolatge, 2 fleques, 1 una botiga de congelats, 1 una llibreria, 8 botigues de roba, 3 botigues d'equipament de la llar, 3 sabateries, 1 una botiga d'electrodomèstics, 7 botigues de mobles, 1 una botiga de material esportiu, 2 drogueries, 3 perfumeries, 1 una joieria i 5 floristeries.
L'any 2000 a Salaise-sur-Sanne hi havia 20 explotacions agrícoles que ocupaven un total de 350 hectàrees.

## Equipaments sanitaris i escolars
El 2009 hi havia 1 centre de salut i 2 farmàcies.
El 2009 hi havia 2 escoles maternals i 3 escoles elementals. Salaise-sur-Sanne disposava d'un col·legi d'educació secundària amb 684 alumnes.

## Poblacions més properes
El següent diagrama mostra les poblacions més properes.